# Toke Lund Christiansen
Toke Lund Christiansen, född 1947, är en dansk flöjtist och dirigent.